# Список ядер таламуса
Этот традиционный список ядер таламуса не соответствует строго анатомии таламуса именно у человека, и является более обобщённым.
Ядерные группы таламуса включают в себя:
- Передние ядра таламуса[2]
  - антеровентральное ядро
  - антеродорсальное ядро
  - антеромедиальное ядро
  - поверхностное ядро, оно же латеральное дорсальное ядро
- Медиальная группа ядер (или медиальное дорсальное (дорсомедиальное, медиодорсальное) ядро)
  - парвоцеллюлярная часть
  - магноцеллюлярная часть
- Срединная группа ядер, или парамедианная группа ядер, они же ядра средней линии
  - паратениальное ядро
  - паравентрикулярное ядро таламуса
  - reuniens nucleus
  - ромбовидное ядро
- Внутриламинарная группа ядер (внутриламинарные ядра)
  - передняя подгруппа внутриламинарной группы ядер, она же ростральная подгруппа внутриламинарной группы ядер
    - парацентральное ядро
    - центральное латеральное ядро
    - центральное медиальное ядро

  - задняя подгруппа внутриламинарной группы ядер, она же каудальная подгруппа внутриламинарной группы ядер
    - центромедианное ядро
    - парафасцикулярное ядро
- латеральная группа ядер, она же боковая группа ядер, устаревшая, основанное на ложных исходных посылках, группировка ряда боковых ядер таламуса, ныне замененная на:
  - задний регион латеральной группы ядер
    - Ядра подушки
      - переднее ядро подушки
      - латеральное (боковое) ядро подушки
      - медиальное (срединное) ядро подушки
      - нижнее ядро подушки

    - латеральное заднее ядро принадлежит к группе ядер подушки
    - (латеральное дорсальное ядро) принадлежит к передней группе

  - вентральная подгруппа латеральной группы ядер
    - вентральное переднее ядро
    - вентральное латеральное ядро
    - вентральное промежуточное ядро
    - вентральная задняя подгруппа латеральной группы ядер
      - вентральное постеролатеральное ядро
      - вентральное постеромедиальное ядро
      - вентральное промежуточное ядро
- Метаталамус более не используется в качестве общего обозначения группы коленчатых ядер таламуса
  - Медиальное коленчатое тело
  - Латеральное коленчатое тело
- Ретикулярное ядро, часть субталамуса (вентрального таламуса)